# تاراس شيليستوك
تاراس شيليستوك (بالأوكرانية: Шелестюк Тарас Олександрович)‏ (مواليد 30 نوفمبر 1985) هو ملاكم أوكراني، مثّل بلاده في الألعاب الأولمبية الصيفية 2012.

## روابط خارجية
تاراس شيليستوك على موقع بوكس ريك (الإنجليزية) (registration required)
- تاراس شيليستوك على موقع أوليمبيديا (الإنجليزية)